# Trimalaconothrus joonsooi
Trimalaconothrus joonsooi är en kvalsterart som beskrevs av Choi 1986. Trimalaconothrus joonsooi ingår i släktet Trimalaconothrus och familjen Malaconothridae. Inga underarter finns listade i Catalogue of Life.